# Audrie Pott
Audrie Taylor Pott  est une lycéenne de Saratoga en Californie, morte par suicide à l'âge de 15 ans en 2012. Elle avait été agressée sexuellement lors d'une fête huit jours plus tôt par trois garçons de 16 ans qu'elle connaissait, et des photos d'elle nue avaient été publiées en ligne avec harcèlement. 
Le 30 septembre 2014, le gouverneur de Californie, Jerry Brown, a signé la loi Audrie « un projet de loi qui augmente les peines et diminue les protections de la vie privée pour les adolescents reconnus coupables d'actes sexuels sur une personne évanouie de drogue ou d'alcool ou incapable de donner son consentement en raison d'un handicap »,,,. 

## Faits
Le 3 septembre 2012, Audrie est allée à une fête avec une dizaine d'autres adolescents. Certains avaient volé du rhum et un adulte leur avait acheté de la vodka dans un magasin d'alcools. Une fois ivre, elle a été traînée dans les escaliers et dans une chambre où trois adolescents (ou plus) l'ont agressé sexuellement. Trois garçons de 16 ans qu'elle connaissait ont finalement plaidé coupables et purgé une peine dans une maison de correction pour mineurs. Des marqueurs ont également été utilisés pour dessiner et écrire sur son corps, et des photographies ont été prises et distribuées via les réseaux sociaux et MMS. Dans les jours suivants, Audrie, est victime de harcèlement par les élèves qui ont vu les photographies. Le 12 septembre 2012, elle s'est suicidée par pendaison.

## Enquête
En avril 2013, trois garçons de seize ans ont été arrêtés dans le nord de la Californie sur des soupçons d'agression sexuelle envers Audrie. Ses parents ont également intenté une action en justice contre les trois adolescents. En juillet 2013, est ajoutée une fille de quinze ans en tant qu'accusée dans le procès, elle est soupçonnée d'avoir été présente lors de l'agression, et d'avoir menti pendant l'enquête pour couvrir les agresseurs.

## Affaire judiciaire pour mineurs
Trois adolescents ont admis devant un tribunal pour mineurs avoir agressé sexuellement et posséder des photos d'Audrie Pott, deux crimes. Deux des trois ont été condamnés à des peines de 30 jours à purger le week-end. L'autre a été condamné à 45 jours consécutifs. En raison de leur âge, les trois adolescents n'ont pas été initialement identifiés publiquement, bien qu'ils l'aient été plus tard.  

## Procès civil
Une plainte est déposée par les parents d'Audrie, pour décider si les garçons étaient responsables de sa mort, devait initialement aller au procès en avril 2015, mais un accord a été trouvé avant cette date. Dans le cadre des termes du règlement, deux des garçons ont dû s'excuser verbalement en audience publique, admettre à nouveau l'agression sexuelle, admettre leur rôle dans la mort d'Audrie Pott, accepter d'être filmés dans un documentaire, payer ensemble 950 000 $, soutenir la pétition pour un diplôme honorifique d'Audrie Pott et donner dix présentations sur les agressions sexuelles et le sexting .

## Documentaires
Un film documentaire intitulé Audrie et Daisy, sur les agressions sexuelles et l'intimidation sur les réseaux sociaux d'Audrie Pott et Daisy Coleman, a été diffusé au Festival du film de Sundance en janvier 2016,,. 
L'affaire a également été sur un épisode profilé de la série Investigation Discovery (Web of Lies, saison 5, épisode 1) intitulé With Friends Like These, diffusé à l' origine le 13 mars 2018.

## Voir également
- Cyberharcèlement
- Revenge porn
- Harcèlement par ordinateur
- Affaire de viol au lycée de Steubenville